# Häftlingsfreikauf
Als Häftlingsfreikauf bezeichnet man den Freikauf politischer Häftlinge aus der DDR durch die Bundesrepublik Deutschland.
Für die Freilassung politischer Gefangener verzichtete die DDR bei selektierten Haftfällen auf einen Teil des Haftanspruchs, wofür die Bundesrepublik die DDR durch Devisen, vornehmlich jedoch durch geldwerte Leistungen in Form von Warenlieferungen entlohnte. Im Westen wurden diese von Rechtsanwälten eingefädelten Transaktionen von den beteiligten Akteuren und in der Öffentlichkeit als Menschenhandel bezeichnet. In der DDR durfte über den Menschenhandel mit der Bundesrepublik nicht gesprochen werden. Daran anschließend forderte die SED-Führung von der Bundesrepublik Diskretion, sukzessive Einschränkungen der Pressefreiheit. Die westdeutschen Medien hielten sich mit der Berichterstattung dann auch etwas zurück, um das Zustandekommen der in größerem Umfang geplanten Freikaufsgeschäfte politischer Häftlinge nicht zu gefährden.
Auf die informierte DDR-Bevölkerung übte die Freikaufoption eine große Sogwirkung aus, weil sich an der menschenrechtsverletzenden Situation in der DDR nichts änderte. Viele Akademiker und Facharbeiter gelangten über den Umweg des Häftlingsfreikaufs in den Westen und der kursierende Witzspruch „Erich macht als Letzter das Licht aus“ bekam durch den Fachkräfteschwund immer mehr Realitätsbezug.
Auf eigenen Wunsch wurden die freigekauften Gefangenen in die Bundesrepublik ausgebürgert; oft direkt aus der Haft heraus und ohne sich vorher von ihren Angehörigen oder Mithäftlingen verabschieden zu können.
Der Häftlingsfreikauf begann Ende 1962 und endete im Herbst 1989 mit der Freilassung der politischen Gefangenen in der Zeit der Wende und friedlichen Revolution in der DDR. Von 1966/67 bis 1989 war das Kaßberg-Gefängnis im damaligen Karl-Marx-Stadt der zentrale Abwicklungsort für den Häftlingsfreikauf aus der DDR aufseiten des ostdeutschen Regimes, nachdem die Haftentlassungen im Rahmen des Freikaufs zuvor über Ost-Berlin abgewickelt worden waren. In der Regel waren die zum Freikauf vorgesehenen Häftlinge im B-Trakt inhaftiert. Heute befindet sich in dem Gebäudeteil der Lernort mit Dauerausstellung des Lern- und Gedenkorts Kaßberg-Gefängnis.
Zwischen 1964 und 1989 wurden insgesamt 33.755 politische Häftlinge für 3.436.900.755,12 D-Mark freigekauft. Außerdem musste die Bundesregierung „Gebühren“ für die Ausreise von etwa 250.000 Ausreisewilligen entrichten.
Dieser Geldfluss von West nach Ost trug zur Stabilisierung der DDR bei, die ab den 1970er Jahren in ständigen Finanznöten steckte.
Das Diakonische Werk der EKD in Stuttgart spielte bei der Vermittlung eine gewisse Rolle. Der DDR-Begriff der daran Beteiligten für den Häftlingsfreikauf war Kirchengeschäft B oder B-Geschäft. Die Kontakte zwischen Kirchen und Kirchengemeinden in Deutschland waren eng und wurden von der SED geduldet.

## Geschichte

Entwicklung des Häftlingsfreikaufs 1963–1989

Der erste Häftlingsfreikauf wurde Weihnachten 1962 realisiert: 20 Häftlinge und ebenso viele Kinder kamen gegen die Lieferung von drei Waggon-Ladungen Kalidünger frei. Bundeskanzler Konrad Adenauer hatte nach einer Koalitionskrise am 14. Dezember 1962 das Kabinett Adenauer V berufen und darin Rainer Barzel zum Minister für gesamtdeutsche Fragen.
Die Häftlingsfreikäufe wurden bis 1989, einige Zeit vor dem Fall der Mauer, praktiziert. Sie wurden inoffiziell auf Regierungsebene ausgehandelt. Nachdem es zu Beginn noch um Einzelfälle gegangen war, wurde der Freikauf zunehmend organisiert. In der Zeit zwischen 1964 und 1989 wurden insgesamt 33.755 Häftlinge freigekauft. Der Preis pro Häftling betrug anfangs durchschnittlich ca. 40.000 DM und stieg später auf 95.847 DM. Offiziell bemessen wurde die Summe an dem angeblichen „Schaden“, den der Häftling in der DDR angerichtet haben soll (so die halbamtliche Begründung) und dem Ersatz für die (kostenlose) Ausbildung bzw. das Studium.
Tatsächlich hatte die DDR einen ständigen Devisenmangel und war sehr daran interessiert, an D-Mark oder andere konvertible Währungen zu gelangen. Außerdem entfiel mit dem Freikauf eines politischen Häftlings für die DDR das Problem, ihn wieder in die sozialistische Gesellschaft „integrieren“ zu müssen: Der Historiker Stefan Wolle bezeichnet den Freikauf deshalb als „eine Art politischer Giftmüllentsorgung“.
Den Transport der freigekauften Häftlinge handhabte die DDR diskret. Mit Bussen, die im Osten bald den Beinamen Wunderbusse erhielten, wurden die freigekauften Häftlinge an die Grenze gebracht und auf unauffälligen Parkplätzen oder Waldlichtungen an den Westen übergeben, bevor sie in das Aufnahmelager Gießen gelangten.
Später organisierten die Westbehörden den Transport mit zwei Bussen der Marke Magirus-Deutz und westdeutschen Fahrern. Der Häftlingstransport startete auf bundesdeutschem Gebiet. Die eingesetzten Busse waren im Westen wie im Osten zugelassen und mit drehbaren Nummernschildern ausgestattet. Während der Fahrt auf westdeutschem Gebiet zeigten die Busse West-Nummernschilder, nach dem Passieren der innerdeutschen Grenze wurde per Knopfdruck auf Ost-Nummernschilder umgeschaltet, um nicht aufzufallen. Anschließend wurden die Häftlinge direkt von der Haftanstalt in Karl-Marx-Stadt abgeholt. Innerhalb der DDR begleiteten Fahrzeuge der Staatssicherheit die Busse bis zum Grenzübergang. Nach dem Grenzübertritt drehten die Busfahrer die Nummernschilder wieder auf Westkennzeichen.
Vertrauter von Erich Honecker und Unterhändler der DDR gegenüber der Bundesrepublik Deutschland für den sogenannten „Humanitärbereich“ (Häftlingsfreikauf, Ausreisen) war der ostdeutsche Rechtsanwalt Wolfgang Vogel (1925–2008), der die Häftlingstransporte auch begleitete. Seine Verhandlungspartner im Westen waren u. a. Herbert Wehner, Helmut Schmidt, Hans-Jochen Vogel, Ludwig A. Rehlinger, Walter Priesnitz und der Vizepräsident des Diakonischen Werkes, Ludwig Geißel. Andere Kontakte mit dem Rechtsanwalt Jürgen Stange und Mitarbeitern aus dessen Westberliner Kanzlei wie z. B. Herbert Taubert und Barbara von der Schulenburg sowie zu Ministerialdirektor Edgar Hirt vom Bundesministerium für innerdeutsche Beziehungen in Bonn beförderten einen Skandal, der um 1984 fast die humanitären Bemühungen zunichtegemacht hätte (vgl. dazu unter Literatur Brinkschulte et al.). Auch der SPD-Politiker Hermann Kreutzer – er war 1949 als politischer Häftling zu 25 Jahren Haft verurteilt worden und 1956 freigekommen – hatte in den 1970er Jahren mit dem Häftlingsfreikauf zu tun.
Mit den D-Mark-Einnahmen finanzierte das SED-Regime unter anderem Luxusgüter für die politische Führung und technische Geräte zur Perfektionierung des DDR-Zwangsdopingsystems, um das seit 1974 betriebene Zwangsdoping auch minderjähriger Athleten zu vertuschen.  Konkret wurde von den Devisen aus dem Häftlingsfreikauf eine breite Palette technischer Geräte angeschafft, darunter Video, Ergometer, Mess- und Rechnertechnik, sowie drei Gas-Chromatographen zum Stückpreis von rund einer halben Million D-Mark.
Nur rund 500 Millionen D-Mark aus dem Erlös des Freikaufs wandte die DDR für die Verbesserung der Versorgungslage ihrer Bewohner auf. Das war nur etwa ein Siebtel der 3,44 Milliarden D-Mark, die zu 96 Prozent aus dem Häftlingsverkaufsgeschäft stammten und über das Konto 0628, das sogenannte Honecker-Konto, transferiert wurden. Mit einigen Millionen davon tauchte der DDR-Richter Jürgen Wetzenstein-Ollenschläger in den Untergrund ab, nachdem er die Freikaufpreise der von ihm zuvor ins Gefängnis geworfenen Bürgerrechtler in die Höhe getrieben hatte.

## Kritik
Die Häftlingsfreikäufe wurden auch kritisch gesehen. So wurde zum einen das Potenzial der DDR-Opposition geschwächt und deren Druck auf die DDR-Führung bzw. das SED-Regime verringert. Für Amnesty International galt der Häftlingsfreikauf als ein Anreiz für die DDR, viele politische Gefangene mit langen Haftstrafen zu „produzieren“. Zum Beispiel wurde das Haftmaß für einen „schweren ungesetzlichen Grenzübertritt“ 1979 von fünf auf acht Jahre erhöht.

## Hörfunk
- Axel Reitel: Freigekauft – Die geheimen Geschäfte mit politischen Gefangenen in der DDR. Radiofeature u. a. mit Manfred Wilke, Ludwig A. Rehlinger und Dieter Dombrowski. MDR und RBB 2010.